# Sphex kolthoffi
Sphex kolthoffi är en biart som beskrevs av Gussakovskij 1938. Sphex kolthoffi ingår i släktet Sphex och familjen grävsteklar. Inga underarter finns listade i Catalogue of Life.